# 白纹牛羚
白纹牛羚是分布在南非和莱索托的一种羚羊，包括两个亚种：Damaliscus pygargus pygargus和Damaliscus pygargus phillipsi。
白纹牛羚肩高80-100厘米，体重50-90千克。体色为巧克力褐色，下腹部为白色，前额到鼻间有一道白色条纹。白纹牛羚的尾部还有一块白色的色斑。白纹牛羚的角形似竖琴，呈环绕状，可达50厘米以上。
白纹牛羚主要以短草为食，在白天活动，种群要么全是雄性，要么全是雌性，有时也会有雄雌混杂。
跳跃能力很强，雄性牛羚具领域性。
白纹牛羚在野外曾经被一度猎杀到只剩下17只，目前已经恢复数量。

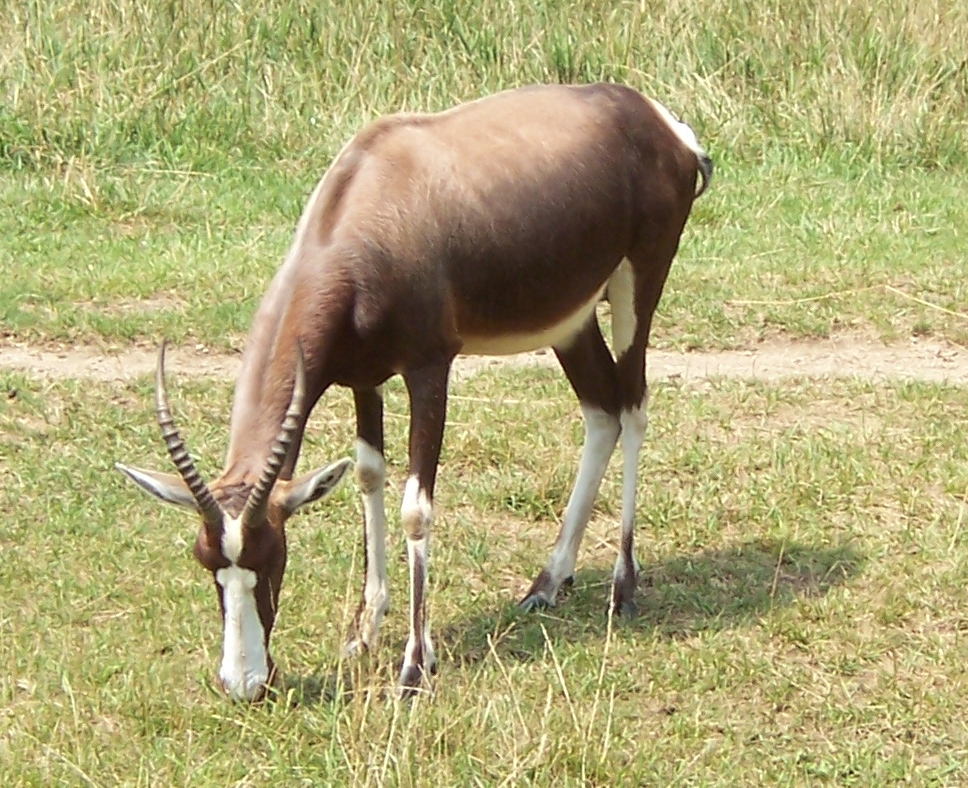
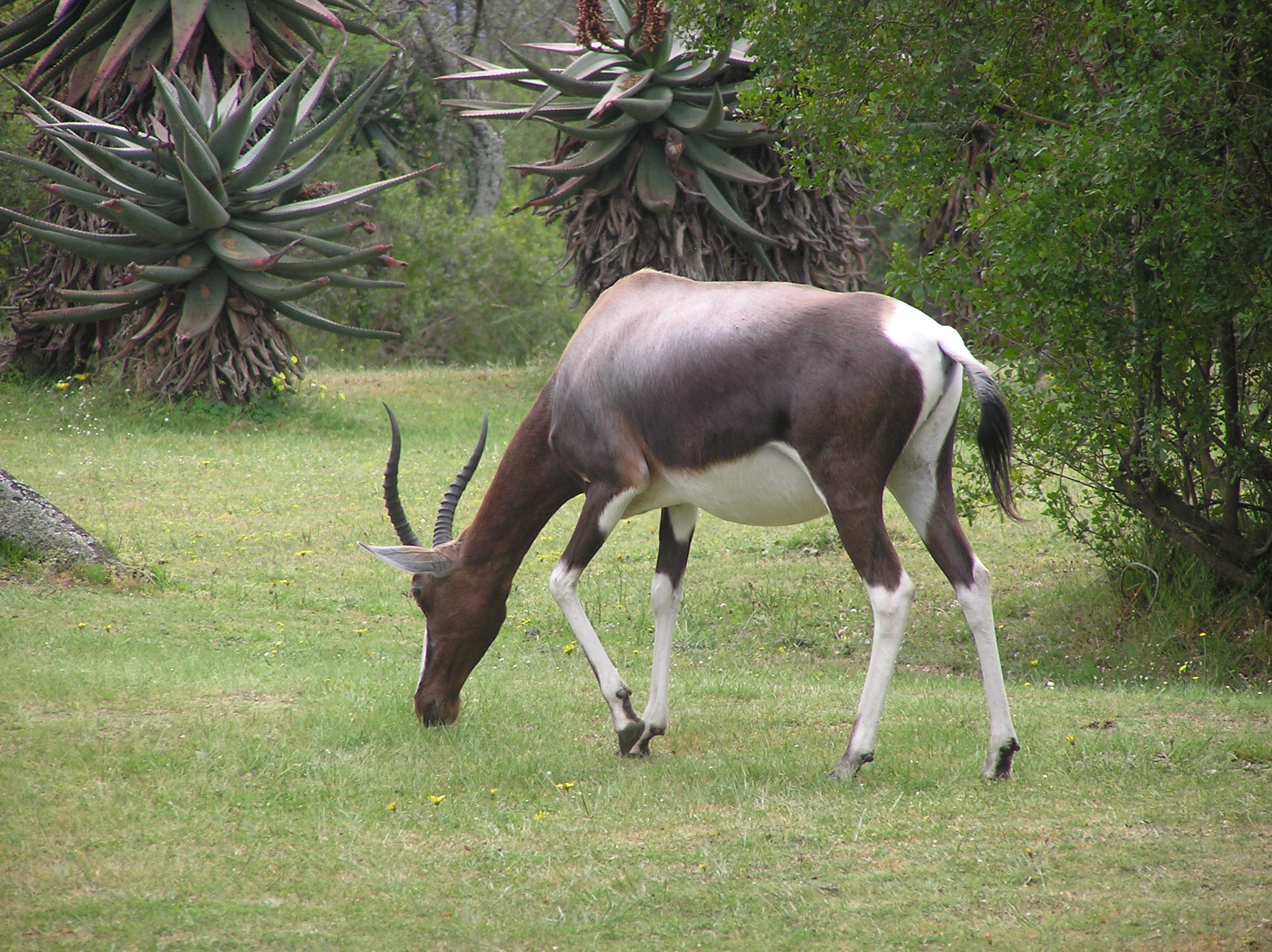
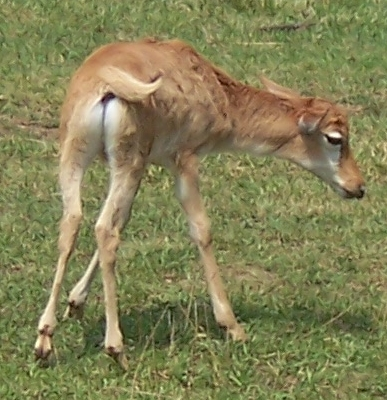

## 外部連結
- Antelope Specialist Group. . The IUCN Red List of Threatened Species 1996.   [11 May 2006].
- SKEAD, C.J. 1980. Historical mammal incidence in the Cape Province Volume 1. The Department of Nature and Environmental Conservation of the Provincial Administration of the Cape of Good Hope, Cape Town.